# Norbert
A Norbert germán eredetű német férfinévből származik, jelentése észak + fényes, híres, a név a  Nordbert-ből alakult ki.[forrás?] Női párja: Norberta.

## Gyakorisága
Az 1990-es években igen gyakori név, a 2000-es években a 31-49. leggyakoribb férfinév.

## Névnapok
- június 6.[3]

## Híres Norbertek
„Norbert” utónevű személyek szócikkeinek listája a Wikidata alapján

### Magyarok
- Hosnyánszky Norbert olimpiai bajnok vízilabdázó
- Kovács Norbert (1976) labdarúgó
- Kovács Norbert (1977) labdarúgó
- Kroó Norbert fizikus, kutatóprofesszor
- Madaras Norbert olimpiai bajnok vízilabdázó
- Michelisz Norbert magyar autóversenyző
- Növényi Norbert olimpiai és világbajnok birkózó
- Ormai Norbert honvéd ezredes, az 1848–49-es szabadságharc vértanúja
- Rózsa Norbert olimpiai bajnok úszó
- Schobert Norbert fitneszguru
- Szűcs Norbert gitáros, billentyűs, zeneszerző
- Bennárik Norbert strici,alkoholista,szájbőgős

### Külföldiek
- Norberto Bobbio, olasz jogfilozófus, politikai filozófus, eszmetörténész
- Norbert Blüm német politikus
- Norbert Elias német szociológus és pszichológus
- Norbert Haug német újságíró, a Mercedes-Benz motorsport korábbi alelnöke
- Norbert Schmidt német szlalom-kenus
- Norbert von Xanten, a premontrei rend alapítója
- Norbert Wiener, amerikai matematikus, a kibernetika atyja

## Egyéb Norbertek
- Norbert, a Harry Potterben szereplő sárkány
- Norbert, a Minyonok filmben szereplő minyon